# Lijst van landen in 1892
Hieronder volgt een lijst van landen van de wereld in 1892.

## Uitleg
- Alle de facto onafhankelijke staten zonder ruime internationale erkenning zijn weergegeven onder het kopje Niet algemeen erkende landen.
- De in grote mate onafhankelijke Britse dominions zijn weergegeven onder het kopje Dominions van het Britse Rijk.
- De afhankelijke gebieden, dat wil zeggen gebieden die niet worden gezien als een integraal onderdeel van de staat waar ze afhankelijk van zijn, zijn weergegeven onder het kopje Niet-onafhankelijke gebieden. Vazalstaten zijn hierbij inbegrepen.
- Autonome gebieden, bezette gebieden en micronaties zijn niet op deze pagina weergegeven.

## Staatkundige veranderingen in 1892
- 6 maart: de Britse Falklandeilanden worden een Britse kolonie.
- 8 april: het Sultanaat Rafai wordt een protectoraat van de Congo-Vrijstaat.
- 20 mei: Ijebu gaat deel uitmaken van het Britse Nigerdelta Protectoraat.
- 27 mei: oprichting van het Britse protectoraat Gilbert- en Ellice-eilanden. Hieronder vallen het door Amerika geclaimde Funafuti, Nukulaelae, Nukufetau, Niulakita, Klein Makin en Makin-atol alsook de andere niet eerder geclaimde Gilbert- en Ellice-eilanden.
- 27 augustus: Frans-Soedan wordt een aparte Franse kolonie (voorheen onderdeel van de Franse kolonie Senegal).
- 14 september: het protectoraat Duits-Zuidwest-Afrika wordt een Duitse kolonie.
- Niumi wordt bij het Britse Gambia gevoegd.
- De Karennistaten worden protectoraten van Brits-Birma. Kantarawadi was hiervoor onafhankelijk. De andere vier, de Westelijke Karennistaten (Kyebogyi, Namekan, Naungpale en Bawlake), waren hiervoor ook onafhankelijk, maar stonden al wel onder Britse protectie.
- Het Koninkrijk Lanna, een vazal van Siam, wordt door Siam geïntegreerd.
- Een de facto Frans protectoraat over Muri.
- De door de Britten geclaimde Phoenixeilanden (Baker, Birnie, Canton, Enderbury, Gardner, Hull, McKean, Phoenix en Sydney) worden onderdeel van de Britse West-Pacifische Territoria.

## Onafhankelijke landen

### A
| Korte landsnaam (Nederlands) | Officiële landsnaam (Nederlands)               | Korte landsnaam (oorspronkelijke taal/talen) |
| ---------------------------- | ---------------------------------------------- | -------------------------------------------- |
| Abemama (tot 27 mei)         | Koninkrijk Abemama                             | Kiribatisch: Abemama                         |
| Abeokuta                     | Koninkrijk Abeokuta (ook wel: Egbaland)        | Yoruba: Abeokuta                             |
| Abuja                        | Emiraat Abuja                                  | Hausa: Abuja                                 |
| Agadez                       | Sultanaat Agadez (ook wel: Sultanaat Aïr)      | Arabisch: Toeareg:                           |
| Agwe                         | Koninkrijk Agwe                                | Ewe: Agwe                                    |
| Akyem                        | Confederatie van Akyem-staten                  | Twi: Akyem                                   |
| Amarro                       | Koninkrijk Amarro (ook wel: Amaro)             | Koore: Amarro                                |
| Andorra                      | Vorstendom Andorra                             | Catalaans: Andorra                           |
| Angoche                      | Sultanaat Angoche                              | Koti: Angoche                                |
| Ankole                       | Koninkrijk Ankole (ook wel: Nkore)             | Nkore: Nkore                                 |
| Argentinië                   | Republiek Argentinië                           | Spaans: Argentina                            |
| Aro                          | Confederatie van de Aro                        | Igbo: Omu Aro                                |
| Ashanti                      | Koninkrijk Ashanti                             | Twi: Asanteman                               |
| Aussa                        | Afar Sultanaat Aussa (ook wel: Sultanaat Awsa) | Afar: Awsa Arabisch: سلطنة عفر               |

### B
| Korte landsnaam (Nederlands) | Officiële landsnaam (Nederlands)                     | Korte landsnaam (oorspronkelijke taal/talen) |
| ---------------------------- | ---------------------------------------------------- | -------------------------------------------- |
| Bade                         | Emiraat Bade (ook wel: Emiraat Bedde / Emiraat Bede) | Bade: Bade                                   |
| Baol                         | Koninkrijk Baol (ook wel: Bawol)                     | Wolof: Bawol                                 |
| Bara                         | Bara (ook wel: Ibara / Zafimanely / Zafimaniry)      | Bara-Malagasi:                               |
| België                       | Koninkrijk België                                    | Frans: Belgique Nederlands: België           |
| Benin                        | Koninkrijk Benin (ook wel: Edo)                      | Edo: Edo                                     |
| Bhutan                       | Bhutan                                               | Dzongkha: Druk Yul / འབྲུག་ཡུལ་                 |
| Biu                          | Koninkrijk Biu                                       | Bura: Biu                                    |
| Bolivia                      | Republiek Bolivia                                    | Spaans: Bolivia                              |
| Borgoe                       | Confederatie van Borgoekoninkrijken                  | Bariba: Borgu                                |
| Bornu                        | Koninkrijk Bornu (ook wel: Borno)                    | Kanuri: Bornu                                |
| Brakna                       | Emiraat Brakna                                       | Arabisch: البراكنة                           |
| Brazilië                     | Republiek van de Verenigde Staten van Brazilië       | Portugees: Brasil                            |
| Bunyoro-Kitara               | Koninkrijk Bunyoro-Kitara                            | Nyoro: Bunyoro-Kitara                        |
| Busoga                       | Koninkrijk Busoga                                    | Lusoga: Busoga                               |

### C
| Korte landsnaam (Nederlands) | Officiële landsnaam (Nederlands) | Korte landsnaam (oorspronkelijke taal/talen)          |
| ---------------------------- | -------------------------------- | ----------------------------------------------------- |
| Chili                        | Republiek Chili                  | Spaans: Chile                                         |
| China                        | Keizerrijk van de Grote Qing     | Mandarijn: Zhongguo / 中國 Mantsjoe: Dulimbai Gurun / |
| Chokwe                       | Koninkrijk Chokwe                | Chokwe:                                               |
| Colombia                     | Republiek Colombia               | Spaans: Colombia                                      |
| Congo-Vrijstaat              | Onafhankelijke Congostaat        | Frans: Congo                                          |
| Costa Rica                   | Republiek Costa Rica             | Spaans: Costa Rica                                    |

### D
| Korte landsnaam (Nederlands) | Officiële landsnaam (Nederlands)     | Korte landsnaam (oorspronkelijke taal/talen) |
| ---------------------------- | ------------------------------------ | -------------------------------------------- |
| Dagomba                      | Koninkrijk Dagomba (ook wel: Dagbon) | Dagbani: Dagomba                             |
| Dahomey                      | Koninkrijk Dahomey                   | Fon: Danhome / Danxome                       |
| Damagaram                    | Sultanaat Damagaram                  | Hausa: Damagaram                             |
| Daura                        | Daura                                | Hausa: Daura                                 |
| Dendi                        | Koninkrijk Dendi                     | Songhai: Dendi                               |
| Denemarken                   | Koninkrijk Denemarken                | Deens: Danmark                               |
| Dominicaanse Republiek       | Dominicaanse Republiek               | Spaans: Republica Dominicana                 |
| Dosso                        | Koninkrijk Dosso                     | Zarma: Doso                                  |
| Duitsland                    | Duitse Rijk (Duitse Keizerrijk)      | Duits: Deutschland                           |

### E
| Korte landsnaam (Nederlands) | Officiële landsnaam (Nederlands)                    | Korte landsnaam (oorspronkelijke taal/talen) |
| ---------------------------- | --------------------------------------------------- | -------------------------------------------- |
| Ecuador                      | Republiek Ecuador                                   | Spaans: Ecuador                              |
| Ekiti                        | Confederatie van Ekiti-koninkrijken                 | Yoruba: Ado Ekiti                            |
| Ethiopië                     | Keizerrijk Ethiopië (ook wel: Keizerrijk Abessinië) | Amhaars: Ītyop'iya / ኢትዮጵያ                   |

### F
| Korte landsnaam (Nederlands) | Officiële landsnaam (Nederlands) | Korte landsnaam (oorspronkelijke taal/talen) |
| ---------------------------- | -------------------------------- | -------------------------------------------- |
| Fika                         | Emiraat Fika                     | Bole: Pikka                                  |
| Fouta Djallon                | Imamaat Fouta Djallon            | Pular: Fuuta-Jaloo                           |
| Frankrijk                    | Franse Republiek                 | Frans: France                                |

### G
| Korte landsnaam (Nederlands) | Officiële landsnaam (Nederlands)    | Korte landsnaam (oorspronkelijke taal/talen) |
| ---------------------------- | ----------------------------------- | -------------------------------------------- |
| Gaza                         | Koninkrijk Gaza (ook wel: Gazaland) | Swazi: amaGaza                               |
| Geledi                       | Sultanaat Geledi                    | Arabisch: غوبرون Somalisch: Geledi           |
| Gimirra                      | Koninkrijk Gimirra                  | Bench:                                       |
| Gobir                        | Gobir (ook wel: Tibiri / Tshibiri)  | Hausa: Gobir                                 |
| Griekenland                  | Koninkrijk Griekenland              | Grieks: Hellas / 'Ελλας                      |
| Guatemala                    | Republiek Guatemala                 | Spaans: Guatemala                            |
| Gumel                        | Emiraat Gumel                       | Hausa: Gumel                                 |

### H
| Korte landsnaam (Nederlands) | Officiële landsnaam (Nederlands)   | Korte landsnaam (oorspronkelijke taal/talen) |
| ---------------------------- | ---------------------------------- | -------------------------------------------- |
| Habr Yunis                   | Sultanaat Habr Yunis               | Arabisch: هبر يونس Somalisch: Habar Yoonis   |
| Haïti                        | Republiek Haïti                    | Frans: Haïti                                 |
| Hawaï                        | Koninkrijk Hawaï                   | Engels: Hawaii Hawaïaans: Hawaiʻi            |
| Honduras                     | Republiek Honduras                 | Spaans: Honduras                             |
| Huambo                       | Koninkrijk Huambo (ook wel: Wambu) | Umbundu: Wambu                               |

### I
| Korte landsnaam (Nederlands) | Officiële landsnaam (Nederlands)                | Korte landsnaam (oorspronkelijke taal/talen) |
| ---------------------------- | ----------------------------------------------- | -------------------------------------------- |
| Ibadan                       | Koninkrijk Ibadan                               | Yoruba: Ibadan                               |
| Idoani                       | Confederatie van Idoani                         | Yoruba: Idoani                               |
| Igala                        | Koninkrijk Igala                                | Igala: Igala                                 |
| Igara                        | Koninkrijk Igara                                | Hororo:                                      |
| Ijebu (tot 20 mei)           | Koninkrijk Ijebu                                | Yoruba: Ijebu                                |
| Ijesha                       | Ijesha (ook wel: Ijesa / Ilesha / Ilesa)        | Yoruba: Ìjẹ̀ṣà                                |
| Ile-Ife                      | Koninkrijk Ile-Ife                              | Yoruba: Ilé-Ifẹ̀                              |
| Imerina                      | Koninkrijk Imerina (ook wel: Koninkrijk Merina) | Plateaumalagasi: Imerina                     |
| Isedo                        | Koninkrijk Isedo                                | Yoruba: Ìsẹ̀dó                                |
| Italië                       | Koninkrijk Italië                               | Italiaans: Italia                            |

### J
| Korte landsnaam (Nederlands) | Officiële landsnaam (Nederlands) | Korte landsnaam (oorspronkelijke taal/talen) |
| ---------------------------- | -------------------------------- | -------------------------------------------- |
| Japan                        | Groot Keizerrijk Japan           | Japans: Nihon / 日本                         |
| Joseon                       | Koninkrijk Groot Joseon          | Koreaans: Chosŏn / 대조선국                  |

### K
| Korte landsnaam (Nederlands) | Officiële landsnaam (Nederlands)                                     | Korte landsnaam (oorspronkelijke taal/talen) |
| ---------------------------- | -------------------------------------------------------------------- | -------------------------------------------- |
| Kaffa                        | Koninkrijk Kaffa                                                     | Kaffa: Kaffa                                 |
| Kajara                       | Koninkrijk Kajara                                                    | Hororo:                                      |
| Kantarawadi (tot 1892)       | Kantarawadi (ook wel: Gantarawadi / Oost-Karenni)                    | Birmaans: ကန္နရဝတီ Karenni: Thai: กันตรวดี       |
| Kasanje                      | Koninkrijk Kasanje (ook wel: Koninkrijk Jaga)                        | Kasanzi                                      |
| Kazembe                      | Koninkrijk Kazembe                                                   | Bemba: Kazembe                               |
| Kel Ahaggar                  | Kel Ahaggar                                                          | Tamahaq: Kel Ahaggar                         |
| Kénédougou                   | Koninkrijk Kénédougou                                                | Maninka: Kenedugu                            |
| Kitangonya                   | Sjeikdom Kitangonya                                                  | Kitangonya                                   |
| Kong                         | Koninkrijk Kong (ook wel: Koninkrijk Wattara of Koninkrijk Ouattara) | Dioula: Kong                                 |
| Kooki                        | Koninkrijk Kooki                                                     | Kooki                                        |
| Koya Temne                   | Koninkrijk Koya Temne                                                | Temne: Koya-Temne                            |
| Kpa Mende                    | Confederatie Kpa Mende                                               | Mende: Kpaa Mende                            |
| Kuba                         | Koninkrijk Kuba (ook wel: Koninkrijk Bushongo)                       | Bushongo: Kuba                               |

### L
| Korte landsnaam (Nederlands) | Officiële landsnaam (Nederlands)     | Korte landsnaam (oorspronkelijke taal/talen) |
| ---------------------------- | ------------------------------------ | -------------------------------------------- |
| Lanao                        | Confederatie van Sultanaten in Lanao | Maranao:                                     |
| Liberia                      | Republiek Liberia                    | Engels: Liberia                              |
| Liechtenstein                | Vorstendom Liechtenstein             | Duits: Liechtenstein                         |
| Luxemburg                    | Groothertogdom Luxemburg             | Duits: Luxemburg Frans: Luxembourg           |

### M
| Korte landsnaam (Nederlands) | Officiële landsnaam (Nederlands)                                  | Korte landsnaam (oorspronkelijke taal/talen) |
| ---------------------------- | ----------------------------------------------------------------- | -------------------------------------------- |
| Mandara                      | Sultanaat Mandara (ook wel: Wandala)                              | Wandala: Mandara                             |
| Maradi                       | Maradi                                                            | Hausa: Maradi                                |
| Marokko                      | Koninkrijk Marokko                                                | Arabisch: al-Maghrib / المغرب                |
| Mbunda                       | Koninkrijk Mbunda                                                 | Mbunda:                                      |
| Mexico                       | Verenigde Mexicaanse Staten                                       | Spaans: México                               |
| Monaco                       | Vorstendom Monaco                                                 | Frans: Monaco                                |
| Montenegro                   | Vorstendom Montenegro                                             | Montenegrijns: Crna Gora / Црна Гора         |
| Mossi-koninkrijken           | Mossi-koninkrijken                                                | More:                                        |
| Mthwakazi                    | Koninkrijk Mthwakazi (ook wel: Matabeleland / Matabelekoninkrijk) | Noord-Ndebele: amaNdbele                     |
| Mutapa                       | Koninkrijk Mutapa (ook wel: Mwenemutapa / Karanga)                | Shona: Mutapa                                |

### N
| Korte landsnaam (Nederlands) | Officiële landsnaam (Nederlands)               | Korte landsnaam (oorspronkelijke taal/talen) |
| ---------------------------- | ---------------------------------------------- | -------------------------------------------- |
| Nederland                    | Koninkrijk der Nederlanden                     | Nederlands: Nederland                        |
| Nicaragua                    | Republiek Nicaragua                            | Spaans: Nicaragua                            |
| Ningi                        | Ningi                                          | Kainji: Ningi                                |
| Niue-Fekai                   | Koninkrijk Niue-Fekai                          | Niuees: Niuē-fekai                           |
| Niumi (tot 1892)             | Koninkrijk Niumi (ook wel: Barra / Bar / Bara) | Mandinka: Niumi                              |
| Nri                          | Koninkrijk Nri                                 | Igbo: Ǹrì                                    |
| Nshenyi                      | Koninkrijk Nshenyi                             | Hororo:                                      |

### O
| Korte landsnaam (Nederlands) | Officiële landsnaam (Nederlands)                                                                            | Korte landsnaam (oorspronkelijke taal/talen)              |
| ---------------------------- | --- | --------------------------------------------------------- |
| Obwera                       | Koninkrijk Obwera                                                                                           | Hororo:                                                   |
| Oke-Ila Orangun              | Oke-Ila en Ila-Orangun (ook wel Ile-Yara)                                                                   | Yoruba: Òkè-Ìlá Òràngún                                   |
| Ondo                         | Koninkrijk Ondo                                                                                             | Yoruba: Ondó                                              |
| Onitsha                      | Koninkrijk Onitsha                                                                                          | Igbo: Ọnịcha                                              |
| Oostenrijk-Hongarije         | In de Rijksraad Vertegenwoordigde Koninkrijken en Landen en de Landen van de Heilige Hongaarse Stefanskroon | Duits: Österreich-Ungarn Osztrák–Magyar Monarchia         |
| Oranje Vrijstaat             | Oranje Vrijstaat                                                                                            | Nederlands: Oranje Vrijstaat (Afrikaans: Oranje-Vrystaat) |
| Ottomaanse Rijk              | Sublieme Ottomaanse Staat                                                                                   | Osmaans: Devlet-i Âliyye-i Osmaniyye / دولتْ علیّه عثمانیّه  |
| Ouaddaï                      | Sultanaat Ouaddaï (Wadai)                                                                                   | Arabisch: سلطنة وداي                                      |
| Owo                          | Koninkrijk Owo                                                                                              | Yoruba: Owo                                               |
| Oyo                          | Koninkrijk Oyo                                                                                              | Yoruba: Oyo                                               |

### P
| Korte landsnaam (Nederlands) | Officiële landsnaam (Nederlands) | Korte landsnaam (oorspronkelijke taal/talen) |
| ---------------------------- | -------------------------------- | -------------------------------------------- |
| Paraguay                     | Republiek Paraguay               | Spaans: Paraguay                             |
| Peru                         | Peruviaanse Republiek            | Spaans: Perú                                 |
| Perzië                       | Perzische Rijk                   | Perzisch: Irân / ایران                       |
| Pondoland                    | Koninkrijk Pondoland             | Mpondo: amaPondo                             |
| Portugal                     | Koninkrijk Portugal              | Portugees: Portugal                          |
| Potiskum                     | Emiraat Potiskum                 | Ngizim: Potiskum                             |

### R
| Korte landsnaam (Nederlands) | Officiële landsnaam (Nederlands) | Korte landsnaam (oorspronkelijke taal/talen) |
| ---------------------------- | -------------------------------- | -------------------------------------------- |
| Rafai (tot 8 april)          | Sultanaat Rafai                  | Rafai                                        |
| Roemenië                     | Koninkrijk Roemenië              | Roemeens: România                            |
| Rujumbura                    | Koninkrijk Rujumbura             | Hororo:                                      |
| Rukiga                       | Koninkrijk Rukiga                | Hororo:                                      |
| Rusland                      | Keizerrijk Rusland               | Russisch: Rossija / Россия                   |

### S
| Korte landsnaam (Nederlands) | Officiële landsnaam (Nederlands) | Korte landsnaam (oorspronkelijke taal/talen)                                                      |
| ---------------------------- | -------------------------------- | ------------------------------------------------------------------------------------------------- |
| Sankul                       | Sjeikdom Sankul                  | Sankul                                                                                            |
| Salvador                     | Republiek Salvador               | Spaans: Salvador                                                                                  |
| San Marino                   | Republiek San Marino             | Italiaans: San Marino                                                                             |
| Ségou                        | Koninkrijk Ségou                 | Bambara: Segu                                                                                     |
| Servië                       | Koninkrijk Servië                | Servisch: Srbija / Србија                                                                         |
| Sheka                        | Sheka                            | Sheka                                                                                             |
| Siam                         | Koninkrijk Siam                  | Thai: Mueang Thai / เมืองไทย                                                                       |
| Sokoto                       | Kalifaat Sokoto                  | Arabisch: Daular Khalifar Sakkawato Al Khilafa Al Bilad As-Sudan / الدولة الخلافة في بلاد السودان |
| Spanje                       | Koninkrijk Spanje                | Spaans: España                                                                                    |
| Swaziland                    | Koninkrijk Swaziland             | Swazi: Swaziland                                                                                  |

### T
| Korte landsnaam (Nederlands) | Officiële landsnaam (Nederlands)                     | Korte landsnaam (oorspronkelijke taal/talen) |
| ---------------------------- | ---------------------------------------------------- | -------------------------------------------- |
| Tagant                       | Emiraat Tagant                                       | Arabisch: Tagant / ولاية تكانت               |
| Tawana                       | Tawana (ook wel: Batawana / Ngamiland)               | Tswana: baTawana                             |
| Trarza                       | Emiraat Trarza                                       | Arabisch: Trarza / الترارزة                  |
| Tonga                        | Koninkrijk Tonga                                     | Tongaans: Tonga                              |
| Toro                         | Koninkrijk Toro                                      | Toro: Tooro                                  |
| Transvaal                    | Zuid-Afrikaansche Republiek                          | Nederlands: Transvaal                        |
| Toucouleur                   | Rijk van de Toucouleur (ook wel: Kalifaat Tidjaniya) | Fula: Segu Tukulor                           |

### U
| Korte landsnaam (Nederlands) | Officiële landsnaam (Nederlands) | Korte landsnaam (oorspronkelijke taal/talen) |
| ---------------------------- | -------------------------------- | -------------------------------------------- |
| Uruguay                      | Staat ten oosten van de Uruguay  | Spaans: Uruguay                              |

### V
| Korte landsnaam (Nederlands) | Officiële landsnaam (Nederlands)                    | Korte landsnaam (oorspronkelijke taal/talen) |
| ---------------------------- | --------------------------------------------------- | -------------------------------------------- |
| Venezuela                    | Verenigde Staten van Venezuela                      | Spaans: Venezuela                            |
| Verenigd Koninkrijk          | Verenigd Koninkrijk van Groot-Brittannië en Ierland | Engels: United Kingdom                       |
| Verenigde Staten             | Verenigde Staten van Amerika                        | Engels: United States                        |

### W
| Korte landsnaam (Nederlands) | Officiële landsnaam (Nederlands)                 | Korte landsnaam (oorspronkelijke taal/talen) |
| ---------------------------- | ------------------------------------------------ | -------------------------------------------- |
| Walayta                      | Koninkrijk Walayta (ook wel: Welayta / Wolaitta) | Wolaytta: Walayta                            |
| Wassoulou                    | Wassoulou (ook wel: Mandinka)                    | Mandinka: Wassoulou                          |
| Wollo                        | Koninkrijk Wollo (ook wel: Wallo)                | Amhaars: Wollo / ወሎ                          |
| Wukari                       | Federatie van de Wukari                          | Jukun Takum: Wukari                          |

### Y
| Korte landsnaam (Nederlands) | Officiële landsnaam (Nederlands)                                   | Korte landsnaam (oorspronkelijke taal/talen) |
| ---------------------------- | ------------------------------------------------------------------ | -------------------------------------------- |
| Yengar                       | Koninkrijk Yengar (ook wel: Janjero / Janjaro / Yem / Yam / Yamma) | Sidamo:                                      |

### Z
| Korte landsnaam (Nederlands) | Officiële landsnaam (Nederlands)               | Korte landsnaam (oorspronkelijke taal/talen)               |
| ---------------------------- | ---------------------------------------------- | ---------------------------------------------------------- |
| Zemio                        | Sultanaat Zemio                                | Zemio                                                      |
| Zweden-Noorwegen             | Verenigde Koninkrijken van Zweden en Noorwegen | Deens en Noors: Norge og Sverige Zweeds: Sverige och Norge |
| Zwitserland                  | Zwitserse Bondsstaat                           | Duits: Schweiz Frans: Suisse Italiaans: Svizzera           |

## Andere landen

### Dominions van het Britse Rijk
De dominions van het Britse Rijk hadden een grote mate van onafhankelijkheid.
| Korte landsnaam (Nederlands) | Officiële landsnaam (Nederlands) | Korte landsnaam (oorspronkelijke taal/talen) |
| ---------------------------- | -------------------------------- | -------------------------------------------- |
| Canada                       | Dominion Canada                  | Engels en Frans: Canada                      |

### Unie tussen Zweden en Noorwegen
De Unie tussen Zweden en Noorwegen was een personele unie, waarbij de koning van Zweden tevens koning van Noorwegen was. Noorwegen had binnen deze unie een grote mate van autonomie.
| Korte landsnaam (Nederlands) | Officiële landsnaam (Nederlands) | Korte landsnaam (oorspronkelijke taal/talen) |
| ---------------------------- | -------------------------------- | -------------------------------------------- |
| Noorwegen                    | Koninkrijk Noorwegen             | Deens en Noors: Norge                        |
| Zweden                       | Koninkrijk Zweden                | Zweeds: Sverige                              |

### Informele Britse Aden-protectoraten
De Britten hadden in de 19e eeuw informele protectieverdragen gesloten met diverse staten in het zuiden van het Arabisch Schiereiland. Aan het eind van de 19e en begin 20e eeuw zouden er formele protectieverdragen worden gesloten en gingen deze staten op in het Protectoraat Aden. Hieronder zijn de staten vermeld die informele, maar geen formele verdragen met de Britten hadden.
| Korte landsnaam (Nederlands) | Officiële landsnaam (Nederlands)                    | Korte landsnaam (oorspronkelijke taal/talen) |
| ---------------------------- | --------------------------------------------------- | -------------------------------------------- |
| Alawi                        | Sjeikdom Alawi                                      | Arabisch: ʿAlawī / علوي                      |
| Dhala                        | Emiraat Dhala (ook wel: Dali / Dhali / Amiri)       | Arabisch: aḍ-Ḍāliʿ / الضالع                  |
| Haushabi                     | Sultanaat Haushabi                                  | Arabisch: Al-Hawshabī / الحوشبي              |
| Lahej                        | Sultanaat Lahej (ook wel: Sultanaat Abdali / Lahij) | Arabisch: Laḥij / لحج                        |
| Neder-Yafa                   | Sultanaat Neder-Yafa                                | Arabisch: Yāfiʿ al-Suflā / يافع السفلى       |

### Landen binnen de grenzen van het Ottomaanse Rijk
In onderstaande lijst zijn staten opgenomen die lagen in het gebied dat officieel behoorde tot het Ottomaanse Rijk, maar waar het Ottomaanse Rijk geen zeggenschap had (d.w.z. het binnenland van het Arabisch Schiereiland).Unayzah (ook wel: Anizah / Anazah) werd bestuurd door Nadjd en Buraidah werd bestuurd door Hail en zijn niet apart weergegeven.
| Korte landsnaam (Nederlands) | Officiële landsnaam (Nederlands)                                    | Korte landsnaam (oorspronkelijke taal/talen) |
| ---------------------------- | ------------------------------------------------------------------- | -------------------------------------------- |
| Beda                         | Sultanaat Beda                                                      | Arabisch: al-Bayḍā / ٱلْبَيْضَاء                 |
| Hail                         | Emiraat Hail (ook wel: Emiraat Jebel Shammar / Emiraat Al Rashid)   | Arabisch: Ḥā'il / حائل                       |
| Kathiri                      | Kathiristaat Seiyun in Hadramaut (ook wel: Sultanaat Kathiri)       | Arabisch: al-Kathīrī / الكثيري               |
| Mutayr                       | Emiraat Mutayr                                                      | Arabisch: Mutayr / مطير                      |
| Opper-Yafa                   | Staat Opper-Yafa (ook wel: Sultanaat Opper-Yafa)                    | Arabisch: Yāfiʿ al-ʿUlyā / يافع العليا       |
| Qasimiden                    | Imamaat van de Qasimiden (Imamaat Jemen / Imamaat van de Zaidieten) | Arabisch:                                    |
| Shaib                        | Sjeikdom Shaib                                                      | Arabisch: Shuʿayb / شعيب                     |
| Wahidi Bir Ali               | Wahidi Sultanaat Bir Ali                                            | Arabisch: Wāḥidī Bīr ʿAlī / واحدي بير علي    |

### Balinese koninkrijken
Het Koninkrijk Bali bestond uit diverse zelfstandige koninkrijken, waarbij de koning van Klungkung fungeerde als een primus inter pares. Ubud was een vazal van Gianyar en is niet apart weergegeven.
| Korte landsnaam (Nederlands) | Status               | Korte landsnaam (oorspronkelijke taal/talen) |
| ---------------------------- | -------------------- | -------------------------------------------- |
| Badung                       | Koninkrijk Badung    | Balinees: Badung                             |
| Bangli                       | Koninkrijk Bangli    | Balinees: Bangli                             |
| Kesiman                      | Koninkrijk Kesiman   | Balinees: Kesiman                            |
| Klungkung                    | Koninkrijk Klungkung | Balinees: Klungkung                          |
| Pamecutan                    | Koninkrijk Pamecutan | Balinees: Pamecutan                          |
| Tabanan                      | Koninkrijk Tabanan   | Balinees: Tabanan                            |

### Westelijke Karennistaten
De Westelijke Karennistaten stonden onder Britse protectie, maar tot 1892 waren ze verder onafhankelijk en geen onderdeel van Birma.
| Korte landsnaam (Nederlands) | Officiële landsnaam (Nederlands) | Korte landsnaam (oorspronkelijke taal/talen) |
| ---------------------------- | -------------------------------- | -------------------------------------------- |
| Bawlake (tot 23 januari)     | Bawlake (ook wel: Bawlakhe)      | Birmaans: ဘော်လခဲမြို့ Karenni:                      |
| Nammekon (tot 23 januari)    | Nammekon (ook wel: Namekan)      | Birmaans: Karenni:                           |
| Naungpale (tot 23 januari)   | Naungpale                        | Birmaans: Karenni:                           |
| Kyebogyi (tot 23 januari)    | Kyebogyi                         | Birmaans: Karenni:                           |

### Niet algemeen erkende landen
In onderstaande lijst zijn landen opgenomen die internationaal niet erkend werden, maar de facto wel onafhankelijk waren en de onafhankelijkheid hadden uitgeroepen.
| Korte landsnaam (Nederlands) | Officiële landsnaam (Nederlands)              | Korte landsnaam (oorspronkelijke taal/talen)    |
| ---------------------------- | --------------------------------------------- | ----------------------------------------------- |
| Atjeh                        | Koninkrijk Atjeh Darussalam (Sultanaat Atjeh) | Atjehs: Acèh                                    |
| Bailundo                     | Koninkrijk Bailundo (ook wel: Mbailundu)      | Umbundu: Mbailundu                              |
| Bali                         | Koninkrijk Bali                               | Balinees: Bali                                  |
| Chan Santa Cruz              | Chan Santa Cruz                               | Yucateeks Maya: Chan Santa Cruz                 |
| Mahdistenstaat               | Mahdistenstaat                                | Arabisch: al-Dawla al-Mahdiyah / الدولة المهدية |
| Rijk van Rabah               | Rijk van Rabah                                | Arabisch:                                       |
| Viye                         | Koninkrijk Viye (ook wel: Bié / Bihe)         | Umbundu:                                        |

## Niet-onafhankelijke gebieden
Hieronder staat een lijst van afhankelijke gebieden.

### Amerikaans-Brits-Duitse niet-onafhankelijke gebieden
| Korte landsnaam (Nederlands) | Status                              | Korte landsnaam (oorspronkelijke taal/talen) |
| ---------------------------- | ----------------------------------- | -------------------------------------------- |
| Samoa                        | Amerikaans-Brits-Duits protectoraat | Samoa                                        |

### Amerikaanse niet-onafhankelijke gebieden
De hieronder opgenomen gebieden waren unorganized unincorporated territories, wat wil zeggen dat het afhankelijke gebieden waren van de Verenigde Staten zonder zelfbestuur. Arizona, New Mexico, Oklahoma en Utah waren als organized incorporated territories een integraal onderdeel van de VS en zijn derhalve niet in onderstaande lijst opgenomen. Alaska was als unorganized incorporated territories eveneens een integraal onderdeel van de VS.
Diverse eilandgebieden werden door de Verenigde Staten geclaimd als unorganized unincorporated territories, maar werden door andere landen bestuurd. De eilandgebieden Nukufetau, Nukulaelae, Funafuti en Niulakita vielen vanaf 27 mei onder het bestuur van het Verenigd Koninkrijk als onderdeel van de Ellice-eilanden. De eilandgebieden Atafu, Bowditch en Nukunonu vielen onder het bestuur van het Verenigd Koninkrijk als onderdeel van de Unie-eilanden. De eilandgebieden Manihiki, Penrhyn, Pukapuka en Rakahanga vielen onder het bestuur van het Verenigd Koninkrijk als onderdeel van de Cookeilanden. De eilandgebieden Caroline, Fanning, Flint, Jarvis, Kersteiland, Malden, Palmyra, Starbuck, Vostok en Washington vielen als de Line-eilanden onder het bestuur van het Verenigd Koninkrijk. De eilandgebieden Baker, Birnie, Canton, Enderbury, Gardner (vanaf 28 mei), McKean, Phoenix en Sydney vielen als de Phoenixeilanden ook onder het bestuur van het Verenigd Koninkrijk. De atol Johnston stond onder het bestuur van de Republiek Hawaï.
| Korte landsnaam (Nederlands) | Status                               | Korte landsnaam (oorspronkelijke taal/talen) |
| ---------------------------- | ------------------------------------ | -------------------------------------------- |
| Danger                       | Unorganized unincorporated territory | Engels: Danger Reef                          |
| French Frigate Shoals        | Unorganized unincorporated territory | Engels: French Frigate Shoals                |
| Funafuti (tot 27 mei)        | Unorganized unincorporated territory | Engels: Funafuti                             |
| Gardner (tot 28 mei)         | Unorganized unincorporated territory | Engels: Gardner Island                       |
| Howland                      | Unorganized unincorporated territory | Engels: Howland Island                       |
| Malden                       | Unorganized unincorporated territory | Engels: Malden Island                        |
| Marcus                       | Unorganized unincorporated territory | Engels: Marcus Island                        |
| Midway                       | Unorganized unincorporated territory | Engels: Midway Islands                       |
| Navassa                      | Unorganized unincorporated territory | Engels: Navassa Island                       |
| Niulakita (tot 27 mei)       | Unorganized unincorporated territory | Engels: Niulakita                            |
| Nukufetau (tot 27 mei)       | Unorganized unincorporated territory | Engels: Nukufetau                            |
| Nukulaelae (tot 27 mei)      | Unorganized unincorporated territory | Engels: Nukulaelae                           |
| Petreleilanden               | Unorganized unincorporated territory | Engels: Petrel Islands                       |
| Quita Sueño                  | Unorganized unincorporated territory | Engels: Quitasueño Bank                      |
| Roncador                     | Unorganized unincorporated territory | Engels: Roncador Bank                        |
| Serrana                      | Unorganized unincorporated territory | Engels: Serrana Bank                         |
| Serranilla                   | Unorganized unincorporated territory | Engels: Serranilla Bank                      |
| Swains                       | Unorganized unincorporated territory | Engels: Swains Island                        |
| Swaneilanden                 | Unorganized unincorporated territory | Engels: Swan Islands                         |

### Belgisch-Duitse niet-onafhankelijke gebieden
| Korte landsnaam (Nederlands) | Status      | Korte landsnaam (oorspronkelijke taal/talen) |
| ---------------------------- | ----------- | -------------------------------------------- |
| Moresnet                     | Condominium | Moresnet                                     |

### Brits-Franse gebieden
| Korte landsnaam (Nederlands) | Status                                         | Korte landsnaam (oorspronkelijke taal/talen)  |
| ---------------------------- | ---------------------------------------------- | --------------------------------------------- |
| Nieuwe Hebriden              | Bestuurd door een Anglo-Franse marinecommissie | Engels: New Hebrides Frans: Nouvelle-Hébrides |

### Britse niet-onafhankelijke gebieden
In onderstaande lijst zijn onder meer de Britse (kroon)kolonies en protectoraten weergegeven. Jersey, Guernsey en Man hadden als Britse Kroonbezittingen niet de status van kolonie, maar hadden een andere relatie tot het Verenigd Koninkrijk. Afghanistan, Brunei, Johor, Pahang, Perak, Sarawak, Selangor en Seri Menanti en Sungai Ujong stonden als protected states onder Britse protectie, maar waren, in tegenstelling tot daadwerkelijke protectoraten, grotendeels autonoom aangaande interne aangelegenheden. Fiji, de Gilbert- en Ellice-eilanden (vanaf 27 mei), de Unie-eilanden en de Phoenixeilanden (vanaf 1892) werden door één enkele vertegenwoordiger van de Britse Kroon bestuurd onder de naam Britse West-Pacifische Territoria, maar zijn wel apart in de lijst opgenomen. Basutoland en Beetsjoeanaland werden door een vertegenwoordiger (de gouverneur-generaal van Zuid-Afrika) bestuurd onder de naam High Commission Territories, maar zijn ook apart in de lijst opgenomen. Brits-Indië is de term die refereert aan het Britse gezag op het Indische subcontinent. Het bestond uit gebieden die onder direct gezag vielen van de Britse Kroon (het eigenlijke Brits-Indië) en vele semi-onafhankelijke vorstenlanden (princely states) die door hun eigen lokale heersers werden bestuurd, maar onderhorig waren aan de Britse kolonisator. Deze vorstenlanden staan niet in onderstaande lijst vermeld, maar zijn weergegeven op de pagina vorstenlanden van Brits-Indië. Brits-Birma, de Britse Somalikust, het Protectoraat Aden en de stad Aden vielen ook onder Brits-Indië en staan derhalve niet apart in onderstaande lijst vermeld. Bahrein, Muscat en Oman en de Verdragsstaten stonden onder Britse protectie en vielen als zodanig onder de Persian Gulf Residency in Bushehr dat deel uitmaakte van Brits-Indië. Deze landen hadden echter een grote mate van autonomie en zijn derhalve wel apart opgenomen. Noord-Borneo (dat officieel viel onder de suzereiniteit van het Sultanaat Sulu) en Brits Cyprus (dat officieel bij het Ottomaanse Rijk hoorde) stonden ook onder Britse protectie zijn ook in onderstaande lijst opgenomen. De kolonie Seychellen werd bestuurd vanuit Mauritius en is niet apart weergegeven.
| Korte landsnaam (Nederlands)                   | Status                                                                 | Korte landsnaam (oorspronkelijke taal/talen)                                                                  |
| ---------------------------------------------- | ---------------------------------------------------------------------- | --- |
| Afghanistan                                    | Protected state: Emiraat Afghanistan                                   | Dari en Pasjtoe: Afghānestān / افغانستان Engels: Afghanistan                                                  |
| Ascension                                      | Overzees bezit                                                         | Engels: Ascension Island                                                                                      |
| Ashmorerif                                     | Overzees bezit                                                         | Engels: Ashmore Reef                                                                                          |
| Bahama-eilanden                                | Kroonkolonie                                                           | Engels: The Bahamas                                                                                           |
| Bahrein                                        | Protected state                                                        | Arabisch: al-Bahrayn / البحرين Engels: Bahrain                                                                |
| Baker                                          | Overzees bezit                                                         | Engels: Baker Island                                                                                          |
| Barbados                                       | Kroonkolonie                                                           | Engels: Barbados                                                                                              |
| Barotseland                                    | Protectoraat: Koninkrijk Barotseland                                   | Engels: Barotseland Lozi: Bulozi                                                                              |
| Basutoland                                     | Kolonie                                                                | Engels: Basutoland                                                                                            |
| Beetsjoeanaland                                | Kroonkolonie en protectoraat                                           | Engels: Bechuanaland                                                                                          |
| Bermuda                                        | Kroonkolonie                                                           | Engels: Bermuda                                                                                               |
| Birnie (tot 1892)                              | Overzees bezit                                                         | Engels: Birnie Island                                                                                         |
| Brits-Ceylon                                   | Kroonkolonie                                                           | Engels: Ceylon                                                                                                |
| Britse Benedenwindse Eilanden                  | Kroonkolonie                                                           | Engels: British Leeward Islands                                                                               |
| Britse Bovenwindse Eilanden                    | Kroonkolonie                                                           | Engels: British Windward Islands                                                                              |
| Britse Goudkust                                | Kroonkolonie                                                           | Engels: Gold Coast                                                                                            |
| Brits-Guiana                                   | Kroonkolonie                                                           | Engels: British Guiana                                                                                        |
| Brits-Honduras                                 | Kroonkolonie                                                           | Engels: British Honduras                                                                                      |
| Brits-Indië                                    | Kroonkolonie                                                           | Engels: British Raj / Indian Empire / India                                                                   |
| Brits-Nieuw-Guinea                             | Kroonkolonie                                                           | Engels: British New Guinea                                                                                    |
| Brits-Oost-Afrika                              | Kolonie van de Imperial British East Africa Company                    | Engels: British East Africa                                                                                   |
| Brunei                                         | Protected state: Staat Brunei Darussalam                               | Engels en Maleis: Brunei                                                                                      |
| Canton (tot 1892)                              | Overzees bezit                                                         | Engels: Canton Island                                                                                         |
| Christmaseiland                                | Beheerd door de familie Clunies-Ross                                   | Engels: Christmas Island                                                                                      |
| Cookeilanden                                   | Protectoraat: Federatie van de Cookeilanden                            | Cookeilandmaori: Kūki 'Āirani Engels: Cook Islands                                                            |
| Cyprus                                         | Protectoraat onder Ottomaanse suzereiniteit                            | Engels: Cyprus                                                                                                |
| Enderbury (tot 1892)                           | Overzees bezit                                                         | Engels: Enderbury Island                                                                                      |
| Falklandeilanden                               | Overzees bezit (tot 6 maart) Kroonkolonie (vanaf 6 maart)              | Engels: Falkland Islands                                                                                      |
| Fiji                                           | Kolonie                                                                | Engels: Fiji                                                                                                  |
| Gambia                                         | Kroonkolonie                                                           | Engels: The Gambia                                                                                            |
| Gardner (tot 1892)                             | Overzees bezit                                                         | Engels: Gardner Island                                                                                        |
| Gibraltar                                      | Kroonkolonie                                                           | Engels: Gibraltar                                                                                             |
| Gilbert- en Ellice-eilanden (vanaf 27 mei)     | Kroonkolonie                                                           | Engels: Gilbert and Ellice Islands                                                                            |
| Grahamland                                     | Overzees bezit                                                         | Engels: Graham Land                                                                                           |
| Guernsey                                       | Brits Kroonbezit                                                       | Engels: Guernsey Frans: Guernesey                                                                             |
| Hongkong                                       | Kroonkolonie                                                           | Engels: Hong Kong Kantonees: Hong Kong / 香港                                                                 |
| Hull (tot 1892)                                | Overzees bezit                                                         | Engels: Hull Island                                                                                           |
| Jamaica                                        | Kroonkolonie                                                           | Engels: Jamaica                                                                                               |
| Jersey                                         | Brits Kroonbezit                                                       | Engels en Frans: Jersey                                                                                       |
| Johor                                          | Protected state                                                        | Engels: Johor Maleis: Johor / جوهور                                                                           |
| Kaapkolonie                                    | Kroonkolonie: Kaap de Goede Hoop                                       | Engels: Cape Colony Nederlands: Kaapkolonie                                                                   |
| Lagos                                          | Kroonkolonie                                                           | Engels: Lagos                                                                                                 |
| Line-eilanden                                  | Overzees bezit                                                         | Engels: Line Islands                                                                                          |
| Maldivische Eilanden                           | Protectoraat: Sultanaat van de Maldivische Eilanden                    | Engels: Maldive Islands                                                                                       |
| Malta                                          | Kroonkolonie                                                           | Engels: Malta                                                                                                 |
| Man                                            | Brits Kroonbezit                                                       | Engels: Isle of Man Manx-Gaelisch: Ellan Vannin                                                               |
| Mashonaland                                    | Eigendom van de British South Africa Company                           | Engels: Mashonaland                                                                                           |
| Matabeleland                                   | Eigendom van de British South Africa Company                           | Engels: Matabeleland                                                                                          |
| Mauritius                                      | Kroonkolonie                                                           | Engels: Mauritius                                                                                             |
| McKean (tot 1892)                              | Overzees bezit                                                         | Engels: McKean Island                                                                                         |
| Niger                                          | Eigendom van de Royal Niger Company                                    | Engels: Niger                                                                                                 |
| Nigerdelta Protectoraat                        | Protectoraat                                                           | Engels: Oil Rivers Protectorate                                                                               |
| Muscat en Oman                                 | Protected state: Sultanaat Muscat en Oman                              | Arabisch: Umān / عُمان Engels: Oman                                                                            |
| Natal                                          | Kroonkolonie                                                           | Engels en Nederlands: Natal                                                                                   |
| Nepal                                          | Protectoraat: Koninkrijk Nepal                                         | Engels: Nepal Nepalees: Nepal / नेपाल                                                                           |
| Newfoundland                                   | Kroonkolonie                                                           | Engels: Newfoundland                                                                                          |
| Nieuw-Zeeland                                  | Kroonkolonie                                                           | Engels: New Zealand                                                                                           |
| New South Wales                                | Kroonkolonie                                                           | Engels: New South Wales                                                                                       |
| Noord-Borneo                                   | Protected state, formeel onder de suzereiniteit van het Sultanaat Sulu | Engels: North Borneo Maleis: Borneo Utara                                                                     |
| Nyasaland                                      | Protectoraat                                                           | Engels: Nyasaland                                                                                             |
| Pahang                                         | Protected state                                                        | Maleis: Pahang                                                                                                |
| Perak                                          | Protected state                                                        | Maleis: Perak                                                                                                 |
| Phoenix (tot 1892)                             | Overzees bezit                                                         | Engels: Phoenix Island                                                                                        |
| Phoenixeilanden (vanaf 1892)                   | Overzees bezit                                                         | Engels: Phoenix Islands                                                                                       |
| Pitcairneilanden                               | Kroonkolonie                                                           | Engels: Pitcairn Islands                                                                                      |
| Port Victoria                                  | Port Victoria (Kaap Juby), eigendom van de North-West African Company  | Engels: Port Victoria                                                                                         |
| Prins Edwardeilanden                           | Overzees bezit                                                         | Engels: Prince Edward Islands                                                                                 |
| Queensland                                     | Kroonkolonie                                                           | Engels: Queensland                                                                                            |
| Sarawak                                        | Protected state: Koninkrijk Sarawak                                    | Engels: Sarawak Maleis: Sarawak / سراوق                                                                       |
| Selangor                                       | Protected state                                                        | Maleis: Selangor                                                                                              |
| Sierra Leone                                   | Kroonkolonie                                                           | Engels: Sierra Leone                                                                                          |
| Sint-Helena                                    | Kroonkolonie                                                           | Engels: Saint Helena                                                                                          |
| Seri Menanti                                   | Protected state                                                        | Maleis: Seri Menanti                                                                                          |
| Straits Settlements                            | Protectoraat                                                           | Chinees: Hǎixiá zhímíndì / 海峡殖民地 Engels: Straits Settlements Maleis: Negeri-Negeri Selat / نڬري-نڬري سلت |
| Sungai Ujong                                   | Protected state                                                        | Engels: Sungai Ujong                                                                                          |
| Sydney (tot 1892)                              | Overzees bezit                                                         | Engels: Sydney Island                                                                                         |
| Tasmanië                                       | Kroonkolonie                                                           | Engels: Tasmania                                                                                              |
| Trinidad en Tobago                             | Kroonkolonie                                                           | Engels: Trinidad and Tobago                                                                                   |
| Tristan da Cunha                               | Overzees bezit                                                         | Engels: Tristan da Cunha                                                                                      |
| Unie-eilanden                                  | Protectoraat                                                           | Engels: Union Islands                                                                                         |
| Verdragsstaten                                 | Protected states                                                       | Arabisch: ولايات الساحل المتصالح Engels: Trucial States                                                       |
| Victoria                                       | Kroonkolonie                                                           | Engels: Victoria                                                                                              |
| Victorialand                                   | Overzees bezit                                                         | Engels: Victoria Land                                                                                         |
| West-Australië                                 | Kroonkolonie                                                           | Engels: Western Australia                                                                                     |
| Witu-Protectoraat                              | Protectoraat                                                           | Engels: Witu Protectorate                                                                                     |
| Zanzibar                                       | Protectoraat: Sultanaat Zanzibar                                       | Arabisch: Zanjibār / زنجبار Engels: Zanzibar                                                                  |
| Zoeloeland (ook wel: Zoeloekoninkrijk)         | Kroonkolonie                                                           | Engels: Zululand Zoeloe: Wene wa Zulu                                                                         |
| Zuid-Australië                                 | Kroonkolonie                                                           | Engels: South Australia                                                                                       |
| Zuidelijke Orkneyeilanden                      | Overzees bezit                                                         | Engels: South Orkney Islands                                                                                  |
| Zuidelijke Shetlandeilanden                    | Overzees bezit                                                         | Engels: South Shetland Islands                                                                                |
| Zuid-Georgia en de Zuidelijke Sandwicheilanden | Overzees bezit                                                         | Engels: South Georgia and the South Sandwich Islands                                                          |

### Chinese niet-onafhankelijke gebieden
| Korte landsnaam (Nederlands) | Status     | Korte landsnaam (oorspronkelijke taal/talen) |
| ---------------------------- | ---------- | -------------------------------------------- |
| Tibet                        | Vazalstaat | Tibetaans: Bod / བོད་                         |

### Niet-onafhankelijke gebieden van Chitral
Kafiristan was schatplichtig aan Chitral, maar was grotendeels autonoom. Chitral zelf was een autonoom vorstenland van Brits-Indië.
| Korte landsnaam (Nederlands) | Status                                    | Korte landsnaam (oorspronkelijke taal/talen) |
| ---------------------------- | ----------------------------------------- | -------------------------------------------- |
| Jandol                       | Kanaat Jandol (ook wel: Jandul / Jandool) | Pasjtoe:                                     |
| Kafiristan                   | Kafiristan                                | Kafiri:                                      |

### Niet-onafhankelijke gebieden van de Congo-Vrijstaat
| Korte landsnaam (Nederlands) | Status                               | Korte landsnaam (oorspronkelijke taal/talen) |
| ---------------------------- | ------------------------------------ | -------------------------------------------- |
| Bangassou                    | Protectoraat: Sultanaat Bangassou    | Bangassou                                    |
| Katanga                      | Beheerd door de Compagnie du Katanga | Katanga                                      |
| Rafai (vanaf 8 april)        | Protectoraat: Sultanaat Rafai        | Rafai                                        |

### Deense niet-onafhankelijke gebieden
| Korte landsnaam (Nederlands) | Status             | Korte landsnaam (oorspronkelijke taal/talen) |
| ---------------------------- | ------------------ | -------------------------------------------- |
| Deens-West-Indië             | Kolonie            | Dansk Vestindien                             |
| Groenland                    | Kolonie            | Grønland                                     |
| IJsland                      | Afhankelijk gebied | Ísland                                       |

### Duitse niet-onafhankelijke gebieden
| Korte landsnaam (Nederlands) | Status                                                       | Korte landsnaam (oorspronkelijke taal/talen) |
| ---------------------------- | ------------------------------------------------------------ | -------------------------------------------- |
| Duits-Nieuw-Guinea           | Kolonie                                                      | Deutsch-Neuguinea                            |
| Duits-Oost-Afrika            | Kolonie                                                      | Deutsch-Ostafrika                            |
| Duits-Zuidwest-Afrika        | Protectoraat (tot 14 september) Kolonie (vanaf 14 september) | Deutsch-Südwestafrika                        |
| Jaluit                       | Protectoraat                                                 | Jaluit                                       |
| Kameroen                     | Kolonie                                                      | Kamerun                                      |
| Rehoboth                     | Protectoraat: Vrije Republiek Rehoboth                       | Nederlands: Rehoboth                         |
| Togoland                     | Protectoraat                                                 | Togo                                         |

### Ethiopische niet-onafhankelijke gebieden
| Korte landsnaam (Nederlands) | Status                       | Korte landsnaam (oorspronkelijke taal/talen) |
| ---------------------------- | ---------------------------- | -------------------------------------------- |
| Jimma                        | Vazalstaat: Koninkrijk Jimma | Afaan Oromo: Jimmaa                          |

### Franse niet-onafhankelijke gebieden
| Korte landsnaam (Nederlands)                                  | Status                            | Korte landsnaam (oorspronkelijke taal/talen)                |
| ------------------------------------------------------------- | --------------------------------- | ----------------------------------------------------------- |
| Adélieland                                                    | Overzees bezit                    | Terre Adélie                                                |
| Comoren                                                       | Protectoraat                      | Comores                                                     |
| Crozeteilanden                                                | Overzees bezit                    | Îles Crozet                                                 |
| Diégo Suarez                                                  | Kolonie                           | Diégo Suarez                                                |
| Frans-Congo                                                   | Kolonie                           | Frans: Congo                                                |
| Frans-Guyana                                                  | Kolonie                           | Guyane                                                      |
| Frans-Indië                                                   | Kolonie                           | Établissements français de l'Inde                           |
| Rivieren van het Zuiden                                       | Kolonie                           | Riviéres du Sud                                             |
| Frans-Indochina                                               | Federaal protectoraat             | Indochine française                                         |
| Frans-Oceanië                                                 | Kolonie                           | Établissements de l'Océanie                                 |
| Frans-Soedan (vanaf 27 augustus)                              | Kolonie                           | Soudan Français                                             |
| Guadeloupe                                                    | Kolonie                           | Guadeloupe                                                  |
| Ivoorkust                                                     | Protectoraat                      | Frans: Côte d'Ivoire                                        |
| Kerguelen                                                     | Overzees bezit                    | Îles Kerguelen                                              |
| Malagasië                                                     | Protectoraat                      | Frans: Malagasy                                             |
| Martinique                                                    | Kolonie                           | Martinique                                                  |
| Nieuw-Caledonië                                               | Kolonie                           | Nouvelle-Calédonie                                          |
| Nossi-Bé                                                      | Kolonie                           | Nossi-Bé                                                    |
| Obock en Tadjoura                                             | Protectoraat                      | Territoires Française d'Obock, Tadjoura, Dankils et Somalis |
| Porto-Novo                                                    | Kolonie                           | Porto-Novo                                                  |
| Raiatea (de jure tot 16 maart 1888, de facto tot 16 feb 1897) | Protectoraat: Koninkrijk Raiatea  | Ra'iatea Raiatea                                            |
| Réunion                                                       | Kolonie                           | Réunion                                                     |
| Rimatara                                                      | Protectoraat: Koninkrijk Rimatara | Rimatara                                                    |
| Rurutu                                                        | Protectoraat: Koninkrijk Rurutu   | Rurutu                                                      |
| Saint-Paul en Amsterdam                                       | Overzees bezit                    | Frans: Saint-Paul-et-Amsterdam                              |
| Saint-Pierre en Miquelon                                      | Kolonie                           | Saint-Pierre-et-Miquelon                                    |
| Senegal                                                       | Kolonie                           | Senegal                                                     |
| Tunesië                                                       | Protectoraat                      | Tunisie                                                     |

### Italiaanse niet-onafhankelijke gebieden
| Korte landsnaam (Nederlands) | Status       | Korte landsnaam (oorspronkelijke taal/talen) |
| ---------------------------- | ------------ | -------------------------------------------- |
| Italiaans-Eritrea            | Kolonie      | Italiaans: Eritrea                           |
| Italiaans-Somaliland         | Protectoraat | Italiaans: Somalia                           |

### Nederlandse niet-onafhankelijke gebieden
| Korte landsnaam (Nederlands) | Status  | Korte landsnaam (oorspronkelijke taal/talen) |
| ---------------------------- | ------- | -------------------------------------------- |
| Curaçao                      | Kolonie | Curaçao en Onderhorigheden                   |
| Nederlands-Indië             | Kolonie | Nederlands-Indië                             |
| Suriname                     | Kolonie | Nederlands: Suriname                         |

### Ottomaanse niet-onafhankelijke gebieden
| Korte landsnaam (Nederlands) | Status                                            | Korte landsnaam (oorspronkelijke taal/talen)                                                                                       |
| ---------------------------- | ------------------------------------------------- | --- |
| Bulgarije                    | Vazalstaat: Vorstendom Bulgarije                  | Bulgaars: Balgariya / България |
| Koeweit                      | Sjeikdom Koeweit                                  | Arabisch: al-Kuwayt / الكويت |
| Najran                       | Vorstendom Najran                                 | Arabisch: Najran / نجران |
| Oost-Roemelië                | Gebied bestuurd een Bulgaarse gouverneur-generaal | Bulgaars: Iztochna Rumeliya / Източна Румелия Grieks: Anatoliki Romylia / Ανατολική Ρωμυλία Osmaans: Rumeli-i Şarkî / روم الى شرقى |
| Qatar                        | Vazalstaat: Qatar                                 | Arabisch: Qatar / قطر Osmaans: |
| Samos                        | Vazalstaat: Vorstendom Samos                      | Grieks: Sámos / Σάμος Osmaans: |

### Niet-onafhankelijke gebieden van Ouaddaï
| Korte landsnaam (Nederlands) | Status                                                      | Korte landsnaam (oorspronkelijke taal/talen) |
| ---------------------------- | ----------------------------------------------------------- | -------------------------------------------- |
| Bagirmi                      | Vazalstaat: Sultanaat Bagirmi (ook wel: Koninkrijk Bagirmi) | Bagirmi: Bagirmi                             |

### Portugese niet-onafhankelijke gebieden
| Korte landsnaam (Nederlands) | Status  | Korte landsnaam (oorspronkelijke taal/talen) |
| ---------------------------- | ------- | -------------------------------------------- |
| Kaapverdië                   | Kolonie | Portugees: Cabo Verde                        |
| Macau                        | Kolonie | Macau                                        |
| Portugees-Guinea             | Kolonie | Guiné Portuguesa                             |
| Portugees-Indië              | Kolonie | Estado da Índia                              |
| Portugees-Oost-Afrika        | Kolonie | África Oriental Portuguesa                   |
| Portugees-West-Afrika        | Kolonie | África Ocidental Portuguesa                  |
| Sao Tomé en Principe         | Kolonie | São Tomé e Príncipe                          |

### Russische niet-onafhankelijke gebieden
Åland maakte eigenlijk deel uit van Finland, dat weer in personele unie met Rusland was verbonden, maar Åland had sinds de Vrede van Parijs (1856) een internationaal erkende speciale status.
| Korte landsnaam (Nederlands) | Status                                                           | Korte landsnaam (oorspronkelijke taal/talen)                 |
| ---------------------------- | ---------------------------------------------------------------- | ------------------------------------------------------------ |
| Åland                        | Gebied met speciale status                                       | Zweeds: Åland                                                |
| Boechara                     | Protectoraat: Emiraat Boechara (ook wel: Bukhara / Buchara)      | Oezbeeks: Buxoro / Бухоро Russisch: Бухара́ Tadzjieks: Бухоро |
| Finland                      | Grootvorstendom Finland, in personele unie met Rusland verbonden | Fins: Suomi Russisch: Финляндия Zweeds: Finland              |
| Xiva                         | Protectoraat: Kanaat Xiva                                        | Oezbeeks en Russisch: Chiva / Хива Perzisch: Chiveh / خیوه   |

### Siamese niet-onafhankelijke gebieden
Het Koninkrijk Besut Darul Iman was een vazal van Terengganu en is niet apart weergegeven. De semi-autonome stadstaten van Lanna (Chiang Rai, Lampang, Lamphun, Mae Hong Son, Nan en Phrae) zijn ook niet apart vermeld. Patani was een confederatie bestaande uit 7 semi-autonome koninkrijken: Patani, Reman, Nongchik, Teluban (Saiburi), Legeh, Yaring (Jambu) en Yala (Jala). Deze koninkrijken zijn ook niet apart weergegeven.
| Korte landsnaam (Nederlands) | Status                                                                                    | Korte landsnaam (oorspronkelijke taal/talen) |
| ---------------------------- | ----------------------------------------------------------------------------------------- | -------------------------------------------- |
| Champasak                    | Vazalstaat: Koninkrijk Champasak                                                          | Laotiaans: Champasak / ຈຳປາສັກ Siamees:       |
| Kedah                        | Vazalstaat: Sultanaat Kedah Darul Aman                                                    | Maleis: Kedah / قدح Siamees: Syburi / ไทรบุรี  |
| Kelantan                     | Vazalstaat: Koninkrijk Kelantan Darul Naim                                                | Maleis: Kelantan / کلنتن Siamees: Kalantan   |
| Lanna (tot 1892)             | Vazalstaat: Land van een Miljoen Rijstvelden (Koninkrijk Lanna / Koninkrijk Chiangmai)    | Lanna en Siamees: อาณาจักรล้านนา               |
| Luang Prabang                | Vazalstaat: Land van een Miljoen Olifanten en de Witte Parasol (Koninkrijk Luang Prabang) | Laotiaans: Luang Phabang / ຫຼວງພະບາງ Siamees: |
| Patani                       | Vazalstaat: Koninkrijk Patani Darussalam                                                  | Maleis: Patani Siamees: Pattani / ปัตตานี      |
| Perlis                       | Vazalstaat: Koninkrijk Perlis Indera Kayangan                                             | Maleis: Perlis Siamees: Palit / ปะลิส         |
| Setul                        | Vazalstaat: Koninkrijk Setul Mambang Segara                                               | Maleis: Setul Siamees: Satun / สตูล           |
| Terengganu                   | Vazalstaat: Sultanaat Terengganu Darul Iman                                               | Maleis: Tranung Siamees: Trangkanu / ตรังกานู  |

### Niet-onafhankelijke gebieden van Sokoto
| Korte landsnaam (Nederlands) | Status                                               | Korte landsnaam (oorspronkelijke taal/talen)            |
| ---------------------------- | ---------------------------------------------------- | ------------------------------------------------------- |
| Adamawa                      | Vazalstaat: Emiraat Adamawa                          | Fula: Lamorde Adamaawa / 𞤤𞤢𞤥𞤮𞤪𞤣𞤫 𞤢𞤣𞤢𞤥𞤢𞥄𞤱𞤢 Hausa: Adamawa |
| Agaie                        | Vazalstaat: Emiraat Agaie                            | Fula: Agaie                                             |
| Bauchi                       | Vazalstaat: Emiraat Bauchi                           | Fula: Bauchi                                            |
| Daura                        | Vazalstaat: Emiraat Daura                            | Hausa: Daura                                            |
| Dutse                        | Vazalstaat: Emiraat Dutse                            | Fula: Dutse                                             |
| Gobir                        | Vazalstaat: Emiraat Gobir                            | Hausa: Gobir                                            |
| Gombe                        | Vazalstaat: Emiraat Gombe                            | Fula: Gombe                                             |
| Gwandu                       | Vazalstaat: Emiraat Gwandu                           | Hausa: Gwandu                                           |
| Hadejia                      | Vazalstaat: Emiraat Hadejia                          | Hausa: Haɗejiya                                         |
| Ilorin                       | Vazalstaat: Emiraat Ilorin                           | Yoruba: Ilorin                                          |
| Jama'are                     | Vazalstaat: Emiraat Jama'are                         | Fula: Jama'are                                          |
| Jema'a                       | Vazalstaat: Emiraat Jema'an Darroro                  | Jema'a                                                  |
| Kano                         | Vazalstaat: Emiraat Kano                             | Hausa: Kano                                             |
| Katagum                      | Vazalstaat: Emiraat Katagum                          | Fula: Katagum                                           |
| Katsina                      | Vazalstaat: Emiraat Katsina                          | Hausa: Katsina                                          |
| Kazaure                      | Vazalstaat: Emiraat Kazaure                          | Fula: Kazaure                                           |
| Kebbi                        | Vazalstaat: Emiraat Kebbi (ook wel: Emiraat Argungu) | Hausa: Kebbi                                            |
| Keffi                        | Vazalstaat: Emiraat Keffi                            | Fula: Keffi                                             |
| Kontagora                    | Vazalstaat: Emiraat Kontagora                        | Fula: Kontagora                                         |
| Lafia                        | Vazalstaat: Lafia Beri-Beri                          | Kanuri: Lafia                                           |
| Lafiagi                      | Vazalstaat: Emiraat Lafiagi                          | Fula: Lafiagi                                           |
| Lapai                        | Vazalstaat: Emiraat Lapai                            | Fula: Lapai                                             |
| Liptako                      | Vazalstaat: Emiraat Liptako                          | Fula: Liptako                                           |
| Misau                        | Vazalstaat: Emiraat Misau                            | Hausa: Misau                                            |
| Muri (tot 1892)              | Vazalstaat: Emiraat Muri                             | Fula: Muri / 𞤥𞤵𞥅𞤪𞤭                                       |
| Nassarawa                    | Vazalstaat: Emiraat Nassarawa                        | Hausa: Nasarawa                                         |
| Nupe                         | Vazalstaat: Emiraat Nupe (ook wel: Emiraat Bida)     | Nupe:                                                   |
| Yauri                        | Vazalstaat: Emiraat Yauri (ook wel: Emiraat Yawuri)  | Hausa: Yauri                                            |
| Zamfara                      | Vazalstaat: Koninkrijk Zamfara                       | Hausa: Zamfara                                          |
| Zaria                        | Vazalstaat: Emiraat Zaria                            | Hausa: Zaria                                            |

### Spaanse niet-onafhankelijke gebieden
| Korte landsnaam (Nederlands) | Status                              | Korte landsnaam (oorspronkelijke taal/talen) |
| ---------------------------- | ----------------------------------- | --- |
| Fernando Poo                 | Kolonie                             | Spaans: Fernando Pó |
| Maguindanao                  | Protectoraat: Sultanaat Maguindanao | Arabisch: سلطنة ماجينداناو Filipijns en Iranun: Magindanao Maguindanao: Kasultanan nu Magindanaw / كاسولتانن نو ماڬينداناو Maleis: کسلطانن ماڬيندناو Spaans: Maguindánao |
| Río Muni                     | Protectoraat                        | Spaans: Río Muni |
| Spaans-Oost-Indië            | Kolonie                             | Spaans: Indias Orientales Españolas |
| Spaans-West-Indië            | Kolonie                             | Spaans: Español West Indies |
| Sulu                         | Protectoraat: Sultanaat Sulu        | Arabisch: سولو Maleis: Sulu / سولو Spaans: Joló Tausug: Kasultanan sin Sūg / كاسولتانن سين سوڬ                                                                           |